# Werner Vetterli

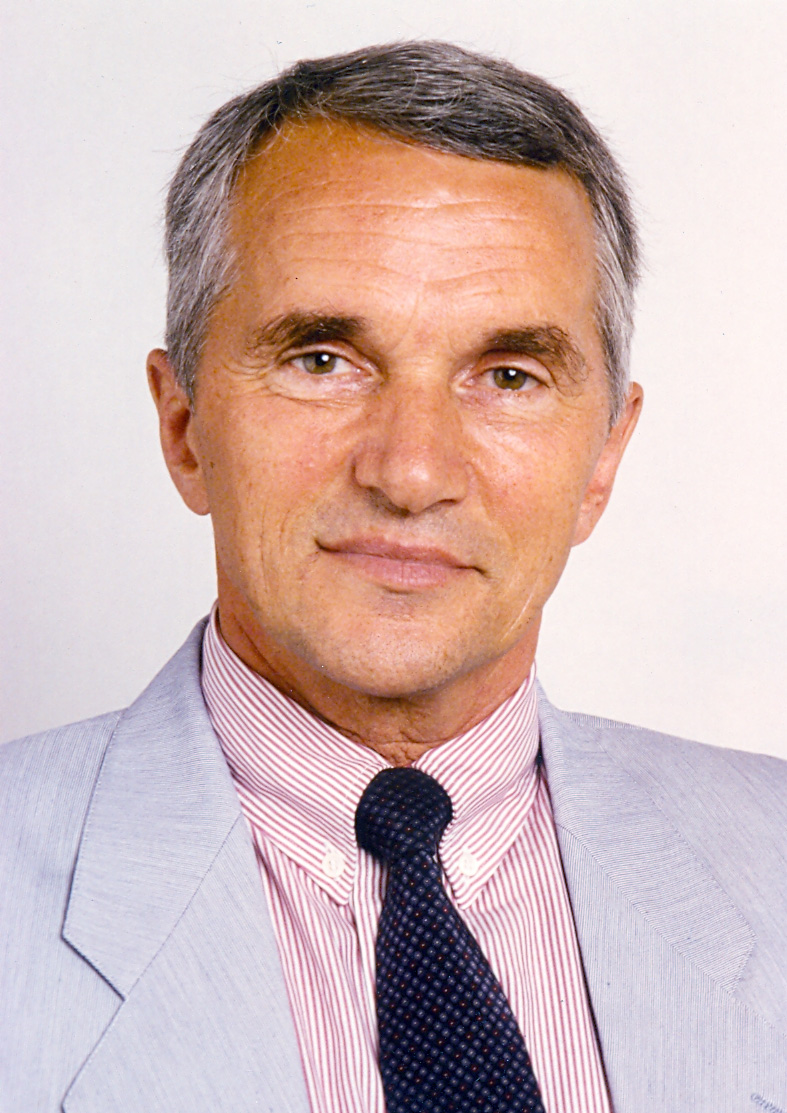
Werner Vetterli

Werner Vetterli (* 28. Juli 1929 in Stäfa; † 14. Juni 2008 in Zürich) war ein Schweizer Sportler, Sportreporter, Fernsehmoderator und Politiker.

## Leben
Werner Vetterli wurde als Sohn eines SBB-Angestellten und einer Bauerntochter geboren und wuchs in Stäfa auf. Er liess sich zum Primarlehrer ausbilden.
Vetterli zählte in den 1950er Jahren zu den erfolgreichsten Modernen Fünfkämpfern der Schweiz. 1954 wurde er in Budapest Vize-Weltmeister in der Einzelwertung. In der Teamwertung gewann er, zusammen mit Hansueli Glogg und Erhard Minder, im gleichen Jahr die Silbermedaille und ein Jahr später die Bronzemedaille. Auf dem Höhepunkt seiner Karriere musste er aber wegen des Boykotts der Schweiz auf seine Teilnahme an den Olympischen Sommerspielen 1956 verzichten; an den Spielen von 1952 und 1960 konnte er keine Medaille holen.
1956 begann Vetterli für Radio DRS, ab 1965 für das Schweizer Fernsehen als Reporter, Moderator und Produzent von Politik-, Verkehrs- und Sportsendungen zu arbeiten, besonders seine Langlauf-Direktreportagen sind unvergessen. Von 1969 bis 1976 moderierte er die Schweizer Fahndungsaufrufe in der Fernsehsendung Aktenzeichen XY … ungelöst. Auf ihn folgte Konrad Toenz. Vetterli war auch Moderator in den Sendungen Heute abend in… und Antenne.
Nach seiner Fernsehkarriere wurde Vetterli politisch aktiv: Zunächst als Kandidat für den Ständerat angetreten, gehörte er von 1991 bis 1999 für die SVP dem Nationalrat an.
Vetterli war verheiratet und hatte zwei Kinder. Zuletzt lebte er in Uitikon.